# Léonard-Léopold Forgemol de Bostquénard
Léonard-Léopold Forgemol de Bostquénard est un général français né le 17 septembre 1821 à Azérables (Creuse), et mort le 28 novembre 1897 à Versailles.

## Biographie
Il sort de l'école militaire de Saint-Cyr en 1839 et est appelé en Algérie en 1840 en tant que lieutenant d'infanterie ; il y atteindra le grade de colonel.
Au début de la guerre franco-prussienne de 1870, il est rappelé en France. Fait général de brigade à titre provisoire le 30 janvier 1871, il est titularisé dans ce grade le 16 septembre suivant. Il commande la subdivision de l'Aisne avec la fonction subsidiaire de secrétaire du Conseil supérieur de la guerre. En 1878, il est placé aux commandes du département de Seine-et-Oise. Il est ensuite promu général de division le 4 mars 1879. Une blessure qu'il reçut pendant la guerre l'obligeait à porter un grand plastron d'argent sur son abdomen. On lui conseilla de prendre sa retraite, mais il répondait que puisqu'il était capable de s'asseoir sur un cheval, il était aussi utile sur un champ de bataille que n'importe quel soldat.
En 1881, il commande le corps d'armée de Constantine. Après la signature du traité du Bardo (12 mai 1881) entre le bey de Tunis et la France, Forgemol est chargé par le gouvernement de Jules Ferry de diriger les opérations militaires de pacification en Tunisie d'avril à juillet 1881,. Il demeure en Tunisie jusqu'en 1883 et conduit une seconde campagne de "pacification" dans la région de Kairouan.
De retour à Paris, il est nommé membre de l'état-major général au ministère de la guerre. Il est élevé à la dignité de grand-croix de la Légion d'honneur, le 4 mai 1889 et reçoit la Médaille militaire en 1894. Commandant le 11e corps d'armée jusqu'en 1889, il prend sa retraite en 1894.
Une plaque commémorative a été apposée sur sa modeste maison natale à Azérables. Elle comporte également le nom de son frère Jean-Jacques Hector (1819-1883), chirurgien militaire, médecin des pauvres et membre de la légion d'honneur, il fut également connu comme sériculteur.

## Distinctions
- Grand-croix de la Légion d'honneur
- Médaille militaire